# Голованова, Татьяна Константиновна
Татьяна Константиновна Голованова (род. 1959) — советская и российская художница-керамистка, специалистка в области декоративно-прикладного искусства. Член СХ СССР (1989; СХР с 1991). Лауреатка Государственной премии РСФСР имени И. Е. Репина (1991). Заслуженный художник Российской Федерации (1995). Народный художник Российской Федерации (2009), почётный член РАХ (2022).

## Биография
Родилась 19 ноября 1959 года в городе Скопин, Рязанской области.
Окончила Скопинскую детскую художественную школу имени П. М. Боклевского. С 1976 по 1980 годы обучалась в Абрамцевском художественно-промышленном училище имени В. М. Васнецова в селе Абрамцево, Московской области.
С 1980 по 1984 годы Т. К. Голованова начала работать художницей-гончаром, с 1984 по 1988 годы — начальник отдела технического контроля Скопинской фабрике художественной керамики, основного предприятие по производству скопинской керамики. С 1982 по 1988 годы Т. К. Голованова  по совместительству преподавала в Скопинской детской художественной школе имени П. М. Боклевского. С 1988 года Т. К. Голованова была назначена главной художницей Скопинской фабрики художественной керамики.
С 1981 года Т. К. Голованова начала участвовать в областных, республиканских и всесоюзных выставках. В 1982 году Т. К. Голованова была участницей Выставки достижений народного хозяйства СССР в Москве, где за свои художественные достижения была награждена — серебряной медалью ВДНХ. В 1984 году на Всесоюзном конкурсе «Молодые дарования» Т. К. Голованова получила II премию конкурса. Четырежды — в 2004, 2005, 2006 и в 2008 году  Т. К. Голованова являлась — победителем Рязанского областного художественного конкурса «Маэстро» в номинации «Народное искусство». В 2008 году Т. К. Голованова участвовала в Международном конкурсе гончаров в Белоруссии,  Международном конкурсе керамистов в Молдавии, а также во Франции, Турции и Тунисе. В 2008 году была удостоена — гран-при IХ Регионального фестиваля «Город гончаров» в Нижегородской области.
Т. К. Голованова является членом художественно-экспертного совета по народным художественным промыслам  Рязанской области и Министерства промышленности и торговли Российской Федерации. В  2002, 2004 и в 2007 годах Т. К. Голованова была — членом организационного комитета и членом жюри Международного фестиваля гончаров в Скопине. В 2005 году «за большой вклад в развитие промышленности и сохранение гончарного промысла» Т. К. Голованова была удостоена — Премии губернатора Рязанской области. В 2007 году становится — лауреатом премии ЦФО в области литературы и искусства. Т. К. Голованова так же является обладателем Золотого знака Союза художников России.
Художественные работы Т. К. Головановой находятся в двадцати семи музеях России в том числе — Государственном историческом музее, Всероссийском музее декоративно-прикладного и народного искусства, Государственном Русском музее, Российском этнографическом музее, Рязанском государственном областном художественном музее имени И. П. Пожалостина и в Рязанском государственном историко-архитектурном музее-заповеднике.
С 1989 года Т. К. Голованова была избрана членом Союза художников СССР, с 1991 года — Союза художников России.
В 1991 году «за произведения вышивки, кружевоплетения и традиционного скопинского гончарства последних лет» Т. К. Голованова была удостоена — Государственной премии РСФСР имени И. Е. Репина.
В 1995 году Т. К. Головановой было присвоено почётное звание — Заслуженный художник Российской Федерации, в 2009 году — Народный художник Российской Федерации.

## Награды

### Звания
- Народный художник Российской Федерации (2009)
- Заслуженный художник Российской Федерации (1995)
- Почетный гражданин Скопина (2007)
- Почётный член Российской академии художеств (2022) [8]

### Премии
- Государственная премия РСФСР имени И. Е. Репина (1991 — «за произведения вышивки, кружевоплетения и традиционного скопинского гончарства последних лет»)

### Другие награды
- Серебряная медаль ВДНХ (1982)
- Почетный диплом РАХ (1999)